# Пограничное (Пензенская область)
Пограничное — село в Колышлейском районе Пензенской области. Административный центр Пограничного сельсовета.

## География
Село находится на расстоянии 12 километров к северо-востоку от районного центра, посёлка Колышлея.

## История
Совхоз был создан на производственной базе бывшего Вознесенского женского монастыря, основанного в конце 19 в. В нем имелась богатая библиотека. Одно из зданий монастыря заняло сельское профессионально-техническое училище №34. В 1926 г. – совхоз №78 Скрябинского сельсовета. В 1939 году – свиносовхоз «Пограничный» Наркомата сельского хозяйства РСФСР Скрябинского сельсовета Телегинского района, земельный фонд 5969 га, 330 рабочих и специалистов, 43 трактора, 10 комбайнов, 5 грузовых автомашин, 378 голов КРС, 3173 свиньи. В 1959 г. — в составе Саловского сельсовета Колышлейского района. В 1980-е гг. — центр Пограничного сельсовета, центральная усадьба совхоза «Пограничный».
Решением Законодательного собрания Пензенской области от 13.02.1996 г. № 271-14 Центральная усадьба совхоза «Пограничный» переименована в село Пограничное.

## Население
| 1926 | 1939 | 1959 | 1979 | 1989 | 1996 | 2002 |
| ---- | ---- | ---- | ---- | ---- | ---- | ---- |
| 137  | ↗600 | ↗812 | ↗877 | ↘838 | ↘835 | ↘723 |
| 2010 |      |      |      |      |      |      |
| ↗734 |      |      |      |      |      |      |

## Достопримечательности
В селе расположена действующая Церковь Вознесения Господня (1891) в составе Скрябинского Вознесенского женского монастыря.